# سارة هدسون (ممثلة)
سارة هدسون (بالإنجليزية: Sarah Hudson)‏ هي ممثلة أسترالية، ولدت في 23 أبريل 1988.

## وصلات خارجية
- سارة هدسون (ممثلة) على موقع IMDb (الإنجليزية)
- سارة هدسون (ممثلة) على موقع قاعدة بيانات الفيلم (الإنجليزية)